# René Hainaux
Pour les articles homonymes, voir Hainaux.
René Hainaux, né à Thouars (France) le 29 avril 1918 et mort le 22 juin 2012 à Forest (Belgique), est un homme de théâtre belge, comédien, pédagogue et chercheur.

## Biographie
Cofondateur, avec Jacques Huisman, du Théâtre national de Belgique en 1945, il y reste comme comédien jusqu'en 1963, puis enseigne au Conservatoire royal de Liège et à l'INSAS, ainsi que dans plusieurs universités américaines.
Il a été interprète de nombreuses pièces jusqu'en 2008, mises en scène notamment par Jacques Huisman, Raymond Rouleau, Jean Meyer, Adrian Brine, Henri Ronse, Marc Liebens, Bernard De Coster, Yves Larec et Lorent Wanson.
À partir des années 1970, il se consacre également à la publication de bibliographies sur les arts du spectacle.

## Filmographie
- 1973 : Belle, d'André Delvaux : le député
- 1976 : Du bout des lèvres, de Jean-Marie Degèsves : l'amant
- 1983 : La Fuite en avant, de Christian Zerbib : Snaide
- 1993 : L'Ordre du jour, de Michel Khleifi : le père de Martin
- 1993 : Je m'appelle Victor, de Guy Jacques : le grand-père de Cécile
- 1999 : Les Enfants du jour, téléfilm de Harry Cleven : l'oncle Pascal
- 2002 : Une fille de joie, d'Olivier van Malderghem : Hermann

## Distinctions
- 1958 : Ève du Théâtre